# Max Langenhan
Max Langenhan, né le 21 février 1999, est un lugeur allemand.

## Palmarès

### Championnats du monde
- médaille d'or en individuelle en 2024 et 2025.
- médaille d'or en relais en 2023, 2024 et 2025.
- médaille d'or en simple mixte en 2025.
- médaille d'argent en individuelle en 2023.
- médaille d'argent en sprint en 2024.
- médaille de bronze en sprint  en 2023.

### Coupe du monde
- 2 gros globe de cristal en individuel : 
  - Vainqueur du classement général en 2024 et 2025.
- 1 petit globe de cristal en individuel : 
  - Vainqueur du classement sprint en 2024.
  - Vainqueur du classement classique en 2024.
- 29 podiums individuels : 
  - en simple : 14 victoires, 7 deuxièmes places et 4 troisièmes places.
  - en sprint : 4 victoires.
- 3 podiums en simple mixte : 1 victoire et 2 deuxièmes places.
- 13 podiums en relais : 6 victoires et 7 deuxièmes places.

### Détails des victoires en Coupe du monde
| Édition   | Piste                                                                         | Total |
| 2020-2021 | Winterberg (sprint)                                                           | 1     |
| 2021-2022 | Altenberg                                                                     | 1     |
| 2022-2023 | Sigulda Altenberg Winterberg (simple et sprint) Saint-Moritz Winterberg       | 6     |
| 2023-2024 | Lake Placid (simple et sprint) Whistler Winterberg Altenberg Oberhof (sprint) | 6     |
| 2024-2025 | Lillehammer Altenberg Oberhof II Yanqing                                      | 4     |

### Championnats d'Europe
- Médaille d'or en individuel en 2023.
- Médaille d'argent par équipe en 2023.